# آلساندرو کودیویلا

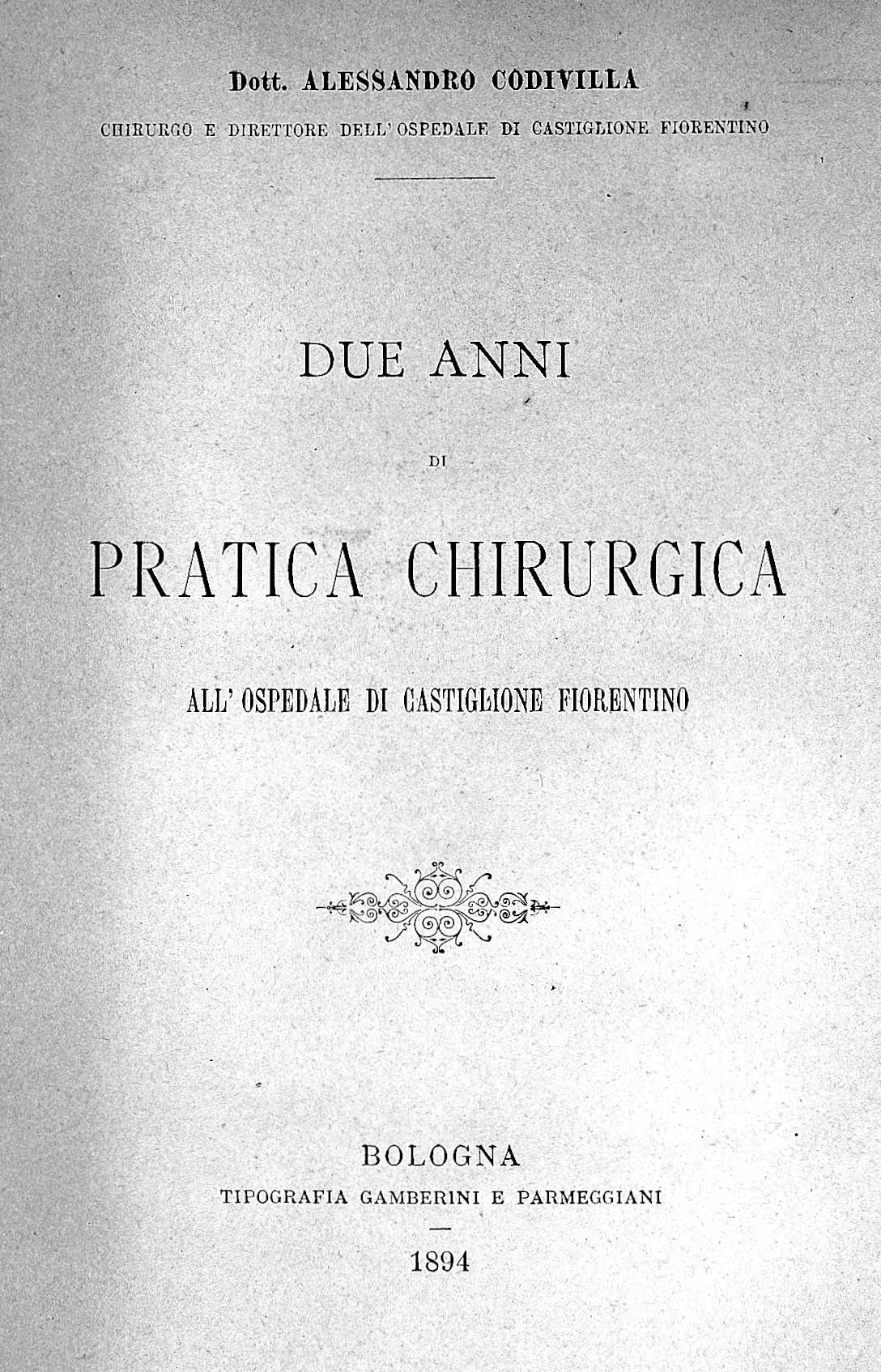

آلساندرو کودی‌ویلا (ایتالیایی: Alessandro Codivilla؛ ۲۱ مارس ۱۸۶۱ – ۲۸ فوریهٔ ۱۹۱۲) پزشک، و جراح اهل پادشاهی ایتالیا و رئیس بخش جراحی بیمارستان کاستیلیون فیورنتینو بود.
نخستین جراحی برداشت سر لوزالمعده به‌دلیل سرطان لوزالمعده با نام او ثبت شده‌است. وی همچنین در تکامل روش تراکشن استخوانی (کشش استخوانی) در درمان و جراحی شکستگی‌ها نقش داشت.